# Tüskés pöfeteg
A tüskés pöfeteg (Lycoperdon echinatum) a bazídiumos gombák, azon belül az osztatlan bazídiumú gombák közé, a pöfetegfélék közé tartozó gombafaj.

## Megjelenése
A tüskés pöfeteg kisméretű, 2–6 cm. átmérőjű pöfetegfaj, amely lomberdők talaján tenyészik egyesével, vagy többedmagával, nyáron és ősszel.
Termőteste gömbölyű, kis tönkrésszel. felülete barna, 3–5 mm-s tüskeszerű képződmények borítják. A gomba termőteste, a tüskék alatt a fiatal példányoknál fehér, majd fokozatosan sárgás, végül barna lesz. Az idős gombán kis lyuk keletkezik, amelyen a spórapor kiürül a szabadba. Spórapora barna.
A gomba fiatalon, amíg termőteste fehér, ehető. Jellegzetes tüskéi miatt semmilyen más gombával nem tévesztető össze.